# Bürresheimer Hof

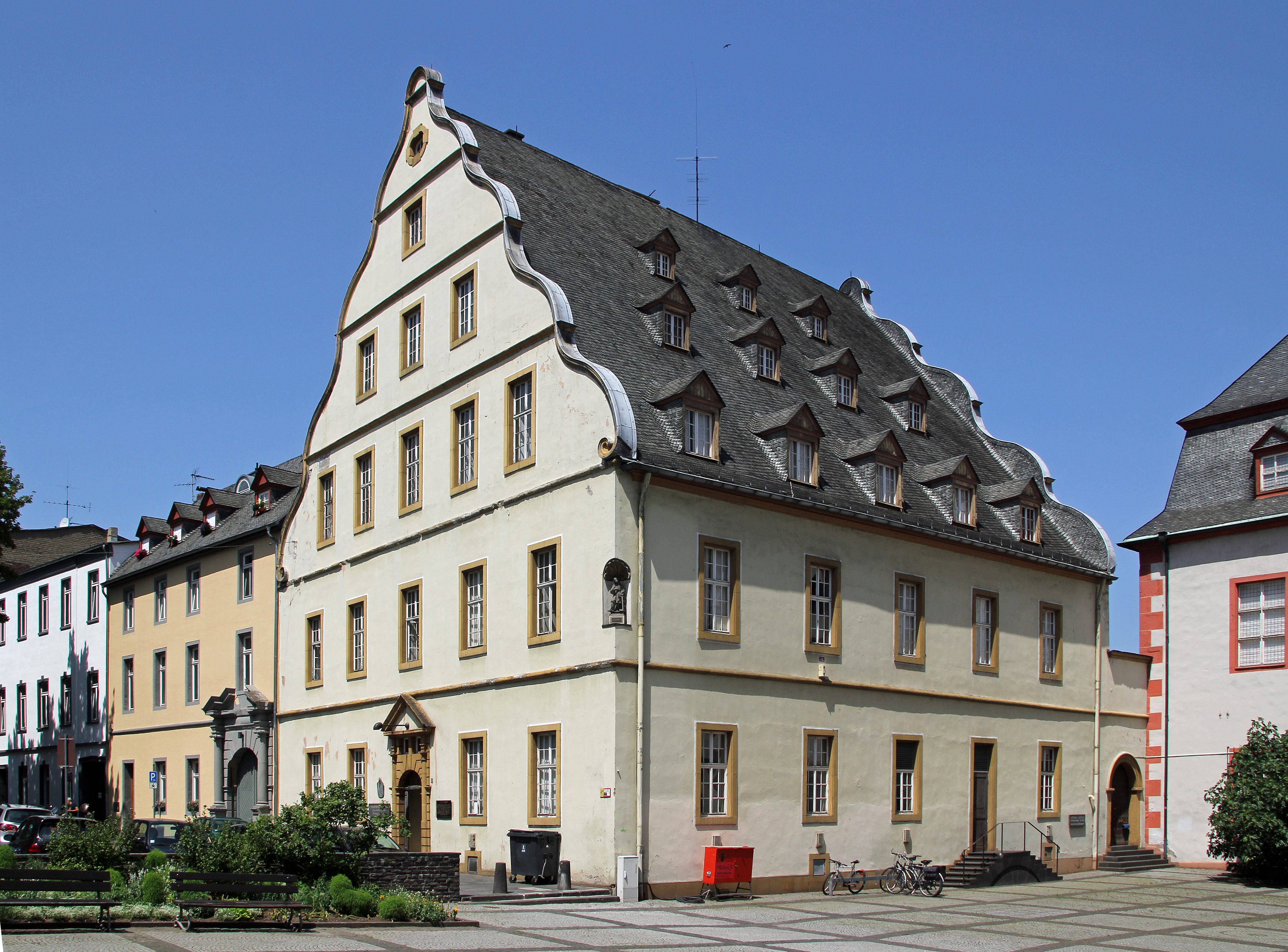
Der Bürresheimer Hof am Florinsmarkt in Koblenz

Der Bürresheimer Hof ist ein ehemaliger Adelshof in der Altstadt von Koblenz. Er wurde 1659/60 nach Entwürfen des Linzer Kapuzinerpaters Bonitius an der Westseite des Florinshofs erbaut. Der Komplex bestand ursprünglich aus einem Haupthaus (heute Florinsmarkt 13), zwei kleineren Gebäuden (Florinsmarkt 9 und 11) sowie einem weiteren, vierflügeligen Gebäude (heute Parkplatz). Von 1847/48 bis 1938 diente das Hauptgebäude des Hofs der jüdischen Gemeinde als Synagoge. Danach nutzten bis 2013 die Jugend- und die Musikbücherei der Koblenzer Stadtbibliothek sowie die Studiobühne des Koblenzer Stadttheaters das Gebäude. Der Bürresheimer Hof bildet zusammen mit dem Alten Kaufhaus, dem Schöffenhaus und der Florinskirche ein Ensemble aus vier historischen Gebäuden am Florinsmarkt.

## Geschichte
Das Hauptgebäude des Bürresheimer Hofs ist Teil eines umfangreichen Baukomplexes an der Westseite des heutigen Florinsmarkts. Die Gebäude des Hofs entstanden:
- Hauptgebäude 1659/60
- westlicher Flügelbau 1704–06
- mehrere Erweiterungsbauten, u. a. vierflügeliger Komplex 1714–74
- moselseitiger Galeriebau 1771–74

### Der Bürresheimer Hof bis 1847
Das erste Hauptgebäude von 1659/60 wurde bereits 1688 im Pfälzischen Erbfolgekrieg zerstört und 1691 bis 1696 von Johann Christoph Sebastiani wiederaufgebaut. In Auftrag gegeben hatte den Bau Lothar Ferdinand Freiherr von der Leyen-Nickenich, dessen Vetter der Trierer Erzbischof und Kurfürst Karl Kaspar von der Leyen war. Durch Vererbung gelangte das Anwesen schließlich in den Besitz der Freiherren zu Breitbach-Bürresheim, nach denen der Hof in der Folge benannt wurde. Nach verschiedenen Erweiterungen im 18. Jahrhundert, in deren Zuge unter anderem der Galeriebau nach Plänen des Baumeisters und -leiters Nikolaus Lauxen zur Mosel hin an das Hauptgebäude angebaut wurde, ließ die Stadt 1816 im Zusammenhang mit einer Erweiterung des Platzes den vierflügeligen Gebäudekomplex im Bereich des heutigen Parkplatzes abreißen. Der Hof kam wiederum durch Vererbung in den Besitz der Grafen Renesse (Graf Rennes Haus), bevor er 1847 in den Besitz der Herren Cadenbach und Kehrmann überging, deren Eigentum er jedoch nicht lange blieb.

### Synagoge 1847 bis 1938

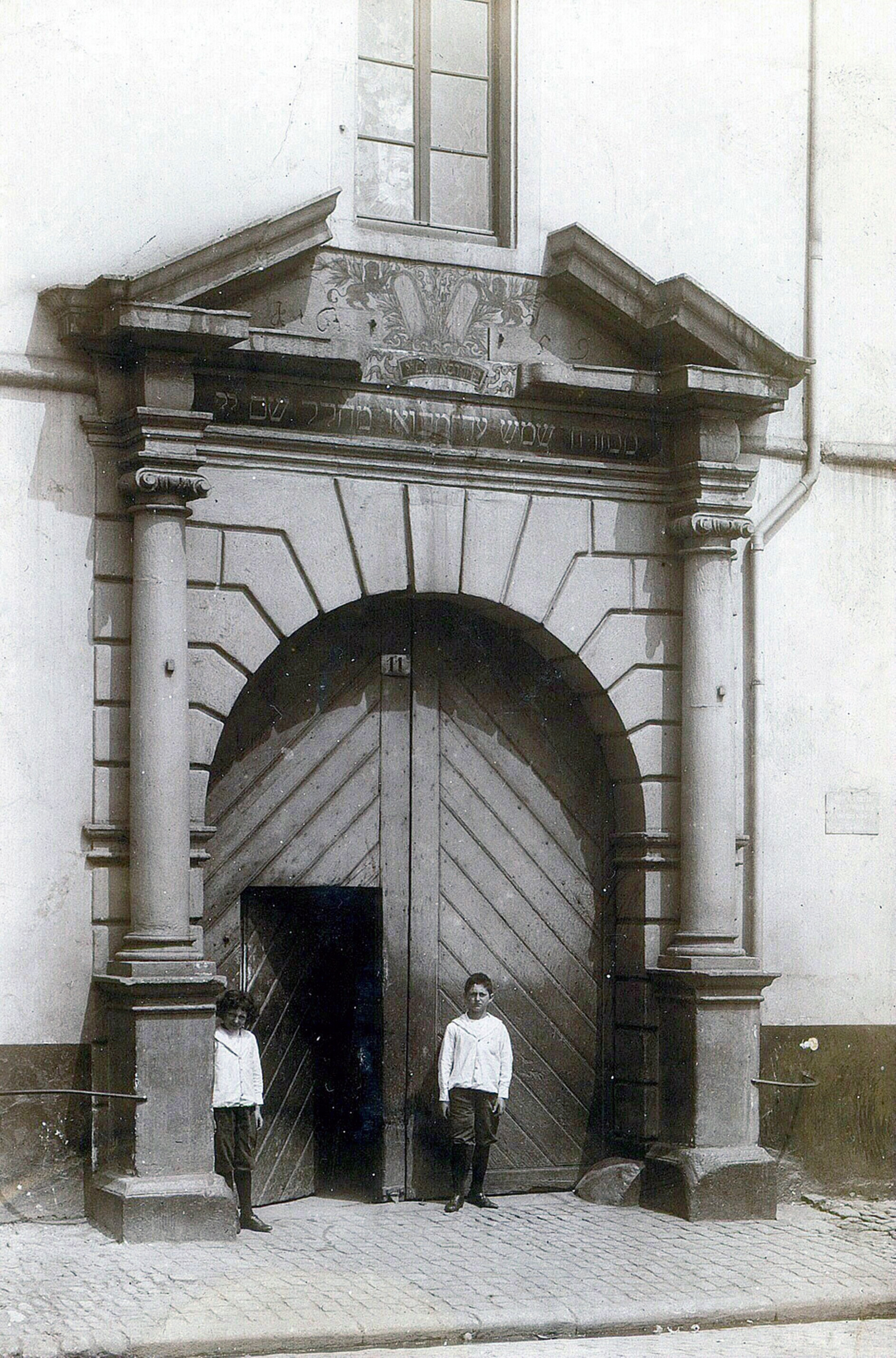
Eingang der Synagoge (1897)

1847/48 erwarb die jüdische Gemeinde zu Koblenz den gesamten Komplex des Bürresheimer Hofs und ließ ihn in den folgenden Jahren nach Plänen des Architekten Johann Claudius von Lassaulx umbauen. Hierbei wurden zum Platz vor dem alten Kaufhaus hin große Fenster eingebaut und der Zwerchgiebel auf dieser Seite durch einen kleineren ersetzt, die geschweiften Giebel an der Vorderfront und zur Mosel hin wurden aufgemauert, so dass sie eine dreieckige Form erhielten. Das Haupthaus beherbergte bis zur Zerstörung der Inneneinrichtung anlässlich der Reichspogromnacht vom 9. auf den 10. November 1938 die Synagoge der Gemeinde. Zwar wurde das Gebäude verwüstet, aber nicht angezündet, da man ein Übergreifen des Feuers auf die Nachbarhäuser befürchtete. Zur Erinnerung an diese Vorgänge wurde am 14. November 1976 neben dem heutigen Haupteingang eine Gedenktafel eingeweiht. In der Jugendbücherei befand sich zudem ein Gedenkraum für die Opfer der NS-Herrschaft, die dort ausgestellten Schautafeln mit Informationen zur Geschichte der Synagoge und biographischen Informationen über die Koblenzer Opfer des Dritten Reiches wurden nach der Schließung der Bibliothek dem Stadtarchiv Koblenz übergeben.

### Vom Zweiten Weltkrieg bis heute
Nach der Zerstörung der Synagoge wurde im Bürresheimer Hof ein Wirtschafts- und Ernährungsamt eingerichtet. Der gesamte Gebäudekomplex wurde bei den Luftangriffen auf Koblenz 1944 weitgehend zerstört. Das Haupthaus brannte vollständig aus, wobei zwei wertvolle Stuckdecken verloren gingen. Die Ruine wurde der jüdischen Gemeinde zurückerstattet, diese verzichtet jedoch auf den Wiederaufbau ihrer alten Synagoge und veräußerte das Anwesen an die Stadt Koblenz. 1955/56 wurde das Gebäude äußerlich in barocker Form wiederhergestellt, wobei die geschwungenen Giebel wieder freigelegt und die Anbauten bzw. Veränderungen des 19. Jahrhunderts entfernt wurden, den ursprünglich zum Platz vor dem alten Kaufhaus gelegenen Zwerchgiebel stellte man aber nicht wieder her. Das ursprünglich an der Hofseite gelegene Eingangsportal (das während der Zeit der Synagoge als Eingang zu dieser gedient hatte), wurde als neuer Haupteingang an die Giebelfront versetzt. Die westlichen Erweiterungsbauten (in denen eine Zeit lang ein Getränkehandel ansässig war) waren schon zuvor an einen Privateigentümer veräußert und ebenfalls nur vereinfacht wieder aufgebaut worden. Das Portal der Hofeinfahrt von 1659, eine Arbeit des Johann Georg Döll aus Mayen, befand sich ursprünglich am Haupthaus des Hofs. Der ehemalige spätbarocke Galeriebau, der im Krieg fast vollständig zerstört worden war, konnte 1965 nach alten Bildern wiederhergestellt werden. Die Innenräume der wiederaufgebauten Hofgebäude wurden in moderner, der neuen Nutzung angepasster Form gestaltet.
Im Hauptgebäude waren nach dem Wiederaufbau zunächst das städtische Pfandhaus, dann später die Jugend- und Musikbücherei der Koblenzer Stadtbibliothek, die Studiobühne des Stadttheaters sowie Werkstätten des Mittelrhein-Museums untergebracht. Der Galeriebau diente dem Museum als Verwaltungssitz und zur Unterbringung der Graphiksammlung sowie der Bibliothek. Nach Fertigstellung des Forums Confluentes 2013 zogen Stadtbibliothek und Mittelrhein-Museum in das neue Kulturgebäude auf dem Zentralplatz. Im Jahre 2013 verkaufte die Stadt Koblenz den sanierungsbedürftigen Bürresheimer Hof gemeinsam mit dem Alten Kaufhaus, dem Dreikönigenhaus und dem Schöffenhaus an einen Privatinvestor (ISSOflorinsmarkt GmbH & Co. KG), der die Gebäude sanieren und dann ein hochschulnahes Institut unterbringen will. Für den Bürresheimer Hof mit seinem Galeriebau sind Gästewohnungen für auswärtige Dozenten und eine gastronomische Nutzung vorgesehen.
Seit 2015 laufen die Umbaumaßnahmen. Der Glastrakt auf der Moselseite zwischen Galeriebau und Altem Kaufhaus, der beim Wiederaufbau eingefügt worden war, ist abgebrochen worden. Im Winkel zwischen Kaufhaus und Bürresheimer Hof soll ein neues Glasgebäude zur Erschließung der beiden Bauten eingefügt werden. Im Oktober 2023 wurde das gesamte Ensemble an einen neuen Eigentümer veräußert, der die ins Stocken geratenen Umbaumaßnahmen fortführen will.

## Bau
Das Haupthaus des Hofs ist ein dreigeschossiges, schlicht verputztes Gebäude. Auffällig sind vor allem die mehrfach geschwungenen Giebel sowie das zum Parkplatz gelegene Eingangsportal vom Ende des 17. Jahrhunderts. In der zum Florinsmarkt gelegenen Ecke des Hauses steht zudem eine Statue des heiligen Lorenz aus dem 18. Jahrhundert.

## Denkmalschutz
Der Bürresheimer Hof ist ein geschütztes Kulturdenkmal nach dem Denkmalschutzgesetz (DSchG) und in der Denkmalliste des Landes Rheinland-Pfalz eingetragen. Er liegt in der Denkmalzone Altstadt.
Seit 2002 ist der Bürresheimer Hof Teil des UNESCO-Welterbes Oberes Mittelrheintal.